# Mundialito de Clubes 2015
Der Mundialito de Clubes (auf Deutsch „Kleine Weltmeisterschaft der Vereine“) ist ein Beachsoccer-Turnier für Klubs. Das Turnier fand vom 9. bis 13. Dezember 2015 statt. Es wurde vom FIFA-Partner Beach Soccer Worldwide (BSWW) am Strand von Barra da Tijuca in Brasilien zum vierten Mal ausgerichtet.

## Teilnehmer
Es nahmen 8 Mannschaften teil:
| - FC Barcelona (Sieger) - CR Vasco da Gama (Zweiter) - al-Ahli Dubai (Dritter) - Fluminense FC (Vierter) | - SC Corinthians - CR Flamengo - UD Levante - Sporting Lissabon |

## Auszeichnungen
Im Anschluss an das Turnier wurden die besten Spieler ausgezeichnet. Dieses waren:
- Torschützenkönige mit sieben Toren:
  -  Datinha (FC Barcelona)
  -  Lucão (CR Vasco da Gama)
  -  Bokinha (CR Vasco da Gama)
  -  Nelito (Sporting Club)
- Bester Spieler:  Ozu (FC Barcelona)
- Bester Torhüter:  Jonathan Torohia (FC Barcelona)

## Gruppenspiele

### Gruppe A
| Pl. | Verein           | Sp. | S | U | N | Tore    | Diff. | Punkte |
| --- | ---------------- | --- | - | - | - | ------- | ----- | ------ |
| 1.  | CR Vasco da Gama | 3   | 3 | 0 | 0 | 017:700 | +10   | 09     |
| 2.  | Fluminense FC    | 3   | 2 | 0 | 1 | 011:800 | +3    | 06     |
| 3.  | SC Corinthians   | 3   | 1 | 0 | 2 | 014:170 | −3    | 03     |
| 4.  | CR Flamengo      | 3   | 0 | 0 | 3 | 008:170 | −9    | 0      |

| Spiel | Datum        | Mannschaft 1     | Ergebnis            | Mannschaft 2     |
| ----- | ------------ | ---------------- | ------------------- | ---------------- |
| 1     | 9. Dezember  | Fluminense FC    | 7:2 (0:0, 3:2, 4:0) | SC Corinthians   |
| 2     | 9. Dezember  | CR Flamengo      | 3:5 (1:0, 1:3, 1:2) | CR Vasco da Gama |
| 3     | 10. Dezember | SC Corinthians   | 3:6 (1:2, 0:2, 2:2) | CR Vasco da Gama |
| 4     | 10. Dezember | CR Flamengo      | 1:3 (0:0, 1:1, 0:2) | Fluminense FC    |
| 5     | 11. Dezember | CR Vasco da Gama | 5:1 (1:0, 0:1, 4:0) | Fluminense FC    |
| 6     | 11. Dezember | SC Corinthians   | 9:4 (3:2, 2:1, 4:1) | CR Flamengo      |

### Gruppe B
| Pl. | Verein            | Sp. | S | U | N | Tore    | Diff. | Punkte |
| --- | ----------------- | --- | - | - | - | ------- | ----- | ------ |
| 1.  | FC Barcelona      | 3   | 2 | 1 | 0 | 015:110 | +4    | 07     |
| 2.  | al-Ahli Dubai     | 3   | 2 | 0 | 1 | 016:120 | +4    | 06     |
| 3.  | Sporting Lissabon | 3   | 1 | 0 | 2 | 018:200 | −2    | 03     |
| 4.  | UD Levante        | 3   | 0 | 0 | 3 | 012:180 | −6    | 0      |

| Spiel | Datum        | Mannschaft 1      | Ergebnis                 | Mannschaft 2      |
| ----- | ------------ | ----------------- | ------------------------ | ----------------- |
| 1     | 9. Dezember  | Sporting Lissabon | 4:6 (1:2, 0:3, 3:1)      | al-Ahli Dubai     |
| 2     | 9. Dezember  | UD Levante        | 2:3 (0:1, 1:0, 1:1, 0:1) | FC Barcelona      |
| 3     | 10. Dezember | Sporting Lissabon | 8:6 (3:2, 3:3, 2:1)      | UD Levante        |
| 4     | 10. Dezember | FC Barcelona      | 4:3 (1:3, 1:0, 2:0)      | al-Ahli Dubai     |
| 5     | 11. Dezember | al-Ahli Dubai     | 7:4 (2:1, 2:1, 3:2)      | UD Levante        |
| 6     | 11. Dezember | FC Barcelona      | 8:6 (3:2, 3:3, 2:1)      | Sporting Lissabon |

## Turnierplan ab Halbfinale
|  | Halbfinale       | Halbfinale   | Halbfinale   | Halbfinale | Halbfinale | Halbfinale | Halbfinale |       |         | Finale | Finale | Finale | Finale | Finale | Finale | Finale |
|  |                  |              |              |            |            |            |            |       |         |        |        |        |        |        |        |        |
|  |                  | Vasco        | 1            | 2          | 2          |            | 5          |       |         |        |        |        |        |        |        |        |
|  |                  | Fluminense   | 0            | 2          | 0          |            | 2          |       |         |        |        |        |        |        |        |        |
|  |                  | Fluminense   | 0            | 2          | 0          | Vasco      | 2          | 1     | 3       | 0      | 0      | 4 (2)  |        |        |        |        |
|  |                  |              |              |            |            |            |            | 1     | 3       | 0      | 0      | 4 (2)  |        |        |        |        |
|  |                  |              | FC Barcelona | 0          | 2          | 2          | 0          | 4 (3) |         |        |        |        |        |        |        |        |
|  |                  | FC Barcelona | FC Barcelona | 0          | 2          | 2          | 0          | 4 (3) | 0       | 1      | 1      | 1      | 3      |        |        |        |
|  |                  |              |              |            |            |            |            |       | 0       | 1      | 1      | 1      | 3      |        |        |        |
|  |                  | al-Ahli      | 0            | 0          | 2          | 0          | 2          |       |         |        |        |        |        |        |        |        |
|  | Spiel um Platz 3 | al-Ahli      | 0            | 0          | 2          | 0          | 2          |       |         |        |        |        |        |        |        |        |
|  |                  |              |              |            |            |            |            |       | al-Ahli |        |        |        |        | 4 (3)  |        |        |
|  |                  | Fluminense   |              |            |            |            | 4 (2)      |       |         |        |        |        |        |        |        |        |

## Halbfinale
| Paarung  | FC Barcelona – al-Ahli Dubai                                                                                      |
| Ergebnis | 3:2 (n. V.) (0:0, 1:0, 1:2, 1:0)                                                                                  |
| Datum    | 12. Dezember 2015 um 9:45 Uhr                                                                                     |
| Stadion  | Barra da Tijuca, Rio de Janeiro                                                                                   |
| Tore     | 1:0 15′ Llorenç Gomez 1:1 29′ Santos Jordan 1:2 30′ Rodrigo Soares 2:2 36′ Jonathan Torohia 3:2 38′ Llorenç Gomez |

| Paarung  | CR Vasco da Gama – Fluminense FC                                                                          |
| Ergebnis | 5:2 (1:0, 2:2, 2:0)                                                                                       |
| Datum    | 12. Dezember 2015 um 10:30 Uhr                                                                            |
| Stadion  | Barra da Tijuca, Rio de Janeiro                                                                           |
| Tore     | 1:0 9′ Bokinha 2:0 14′ Rafinha 2:1 16′ Zidane 2:2 17′ Felipe 3:2 22′ Igor 4:2 26′ Bokinha 5:2 34′ Rafinha |

## Platzierung Dritter
| Paarung  | al-Ahli Dubai – Fluminense FC   |
| Ergebnis | 4:4 (n. V.) (3:2 i. P.)         |
| Datum    | 13. Dezember 2015 um 13:30 Uhr  |
| Stadion  | Barra da Tijuca, Rio de Janeiro |
| Tore     | keine                           |

## Finale
| CR Vasco da Gama                                                   | CR Vasco da Gama | FC Barcelona | FC Barcelona |
| ------------------------------------------------------------------ | --- | --- | ------------ |
| CR Vasco da Gama                                                   | \| 13. Dezember 2015 um 15:15 Uhr in Rio de Janeiro (Barra da Tijuca) \| \| Ergebnis: 4:4 (n. V.) (1:0, 3:2, 0:2, 0:0) (2:3 i. P.) \| | \| 13. Dezember 2015 um 15:15 Uhr in Rio de Janeiro (Barra da Tijuca) \| \| Ergebnis: 4:4 (n. V.) (1:0, 3:2, 0:2, 0:0) (2:3 i. P.) \| | FC Barcelona |
| CR Vasco da Gama                                                   | 1:0 11′ Bokinha 2:0 15′ Catarino 3:2 17′ Leon 3:2 18′ Bokinha 4:4 27′ Xavier                                                          | 2:1 16′ Datinha 3:3 23′ Llorenç 3:4 25′ Llorenç                                                                                       | FC Barcelona |
| CR Vasco da Gama                                                   | Elfmeterschießen | | FC Barcelona |
| CR Vasco da Gama                                                   | 1:0 Igor 2:1 Lucão 2:1 Bokinha | 1:1 Ozu 2:2 Llorenç 2:3 Datinha | FC Barcelona |
| 13. Dezember 2015 um 15:15 Uhr in Rio de Janeiro (Barra da Tijuca) | | |              |
| Ergebnis: 4:4 (n. V.) (1:0, 3:2, 0:2, 0:0) (2:3 i. P.)             | | |              |